# Möwen

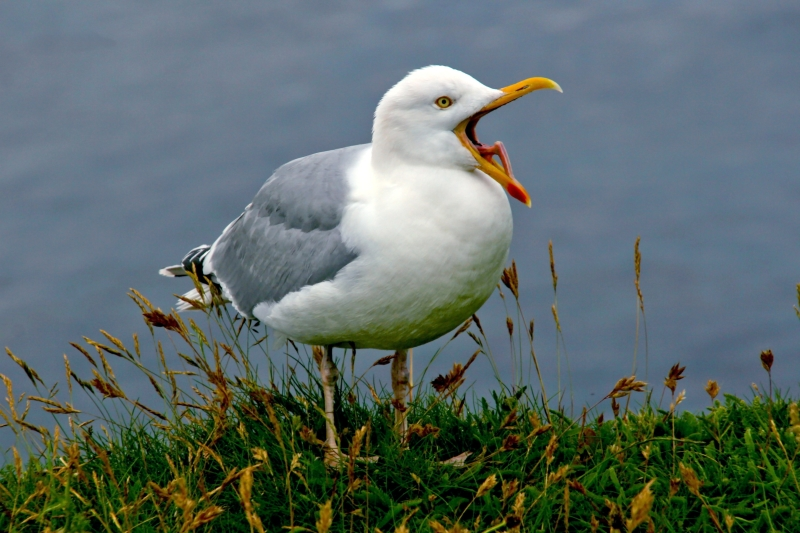
Rufende Silbermöwe

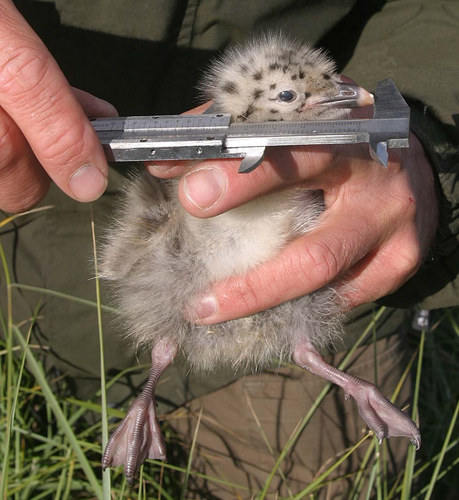
Möwenküken, Zählung auf Norderoog

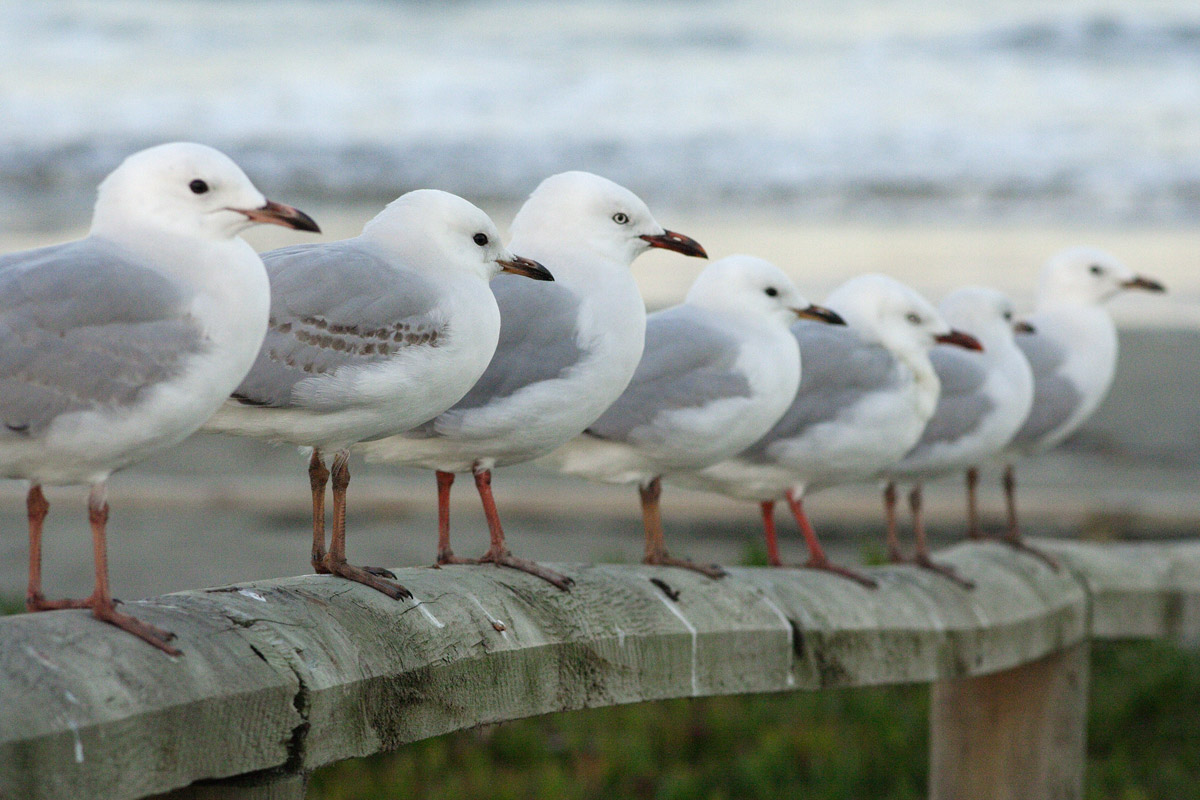
Rotschnabelmöwen warten auf Futter, Brighton Beach, Neuseeland

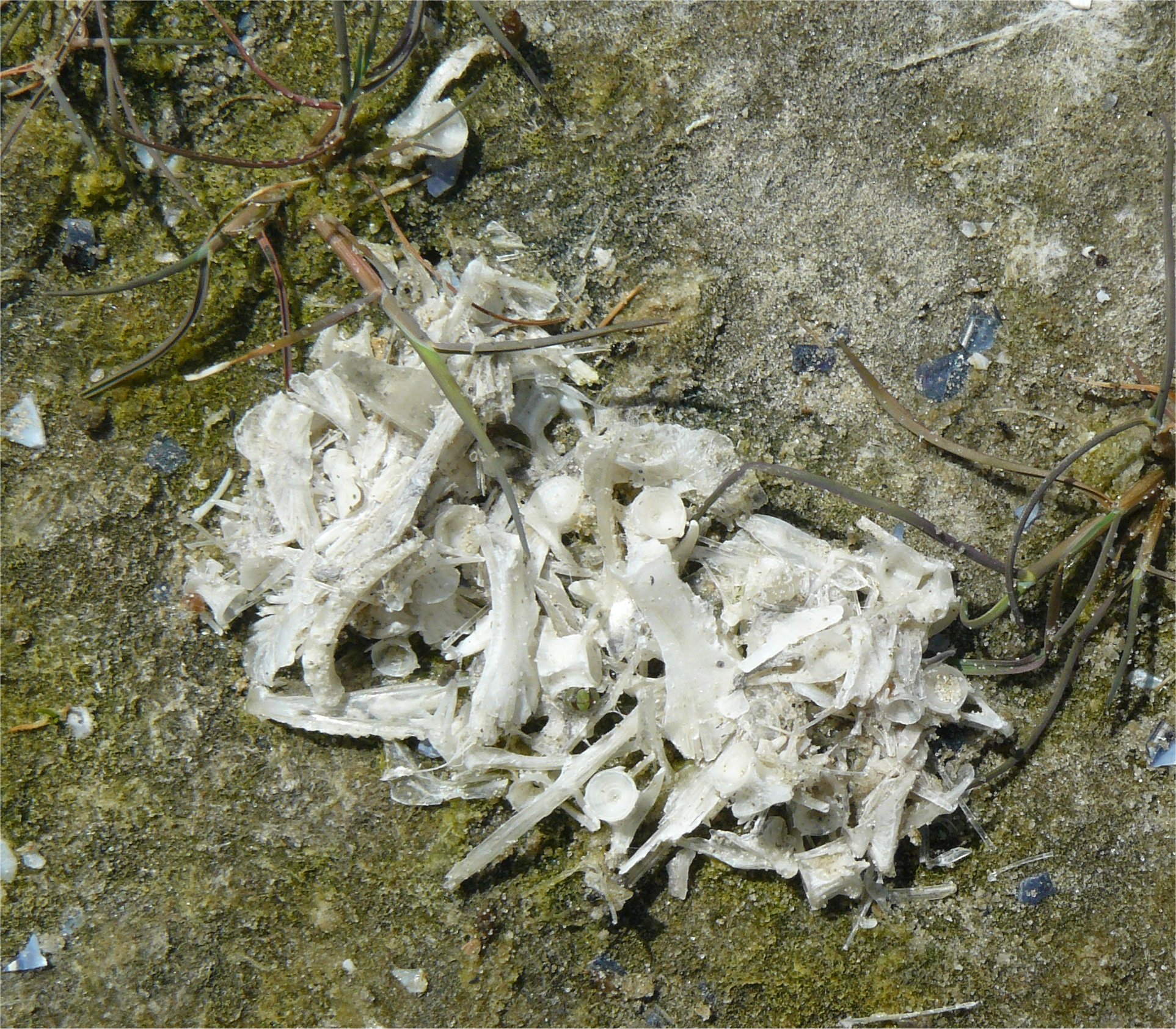
Möwengewölle enthalten oft Muschel- oder Krebsschalen sowie Fischgräten

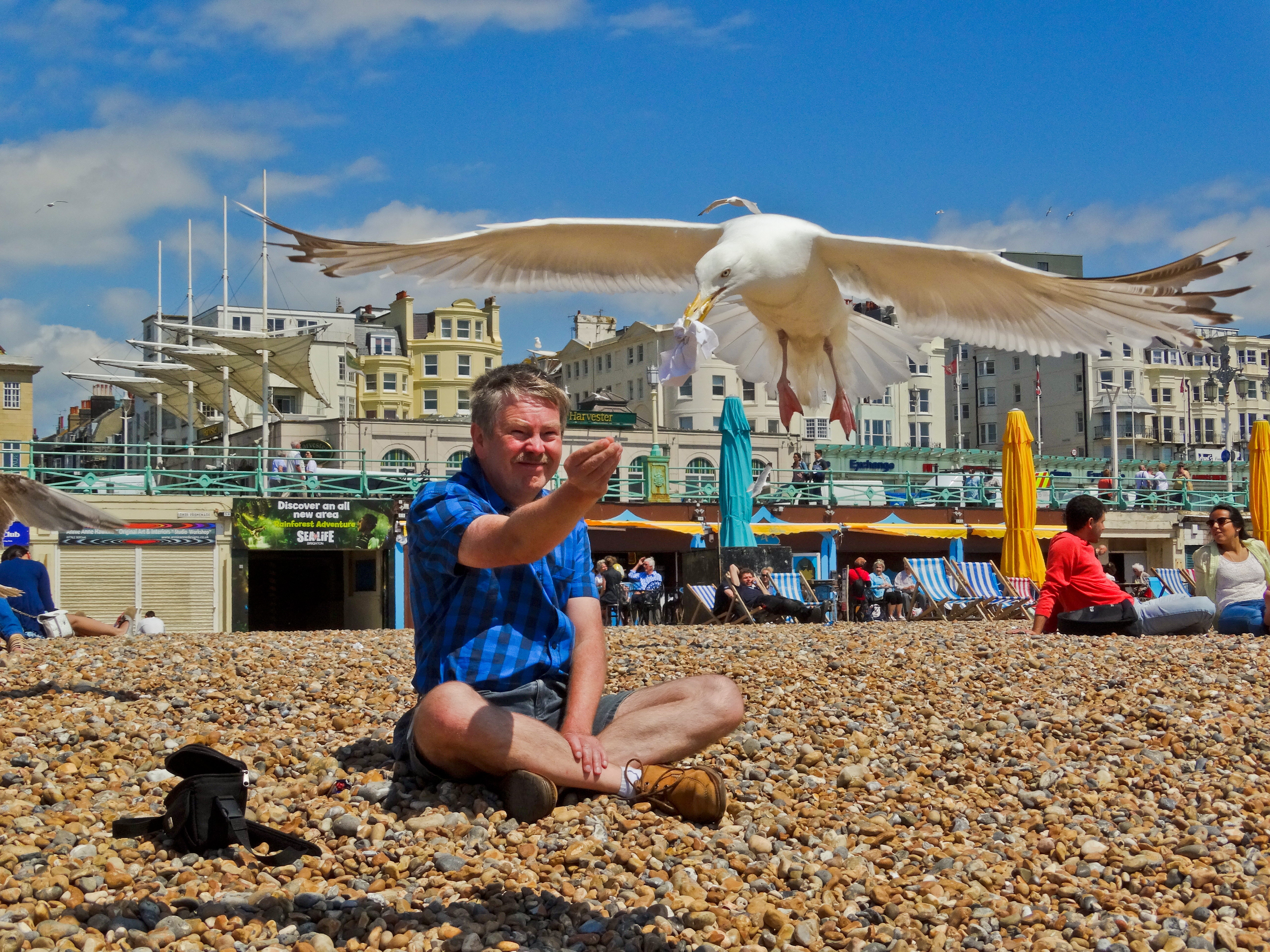
Manche Möwen haben eine sehr geringe Fluchtdistanz

Möwe und Fischernetz im Wappen von Karlshagen auf Usedom

Die Möwen (Larinae), bis 1901 auch Möven, bilden eine Unterfamilie innerhalb der Ordnung der Regenpfeiferartigen beziehungsweise Wat- und Möwenvögel (Charadriiformes). 

## Merkmale

### Aussehen
Möwen sind mittelgroße bis große Vögel. Sie besitzen relativ lange und schmale, spitze Flügel und kräftige, schlanke Schnäbel mit leicht nach unten gekrümmtem Oberschnabel. Die drei nach vorn gerichteten Zehen sind durch Schwimmhäute verbunden, eine vierte, sehr kurze, Zehe zeigt nach hinten oder fehlt bei einigen Arten.
Möwen sind meist weiß-grau gefiedert, oft mit schwarzer Färbung am Kopf, am Rücken und auf den Flügeln. Die Geschlechter unterscheiden sich farblich nicht, Männchen sind aber etwas größer. Bei vielen Arten sind die Jungvögel bräunlich gefärbt. Die größeren Möwenarten brauchen bis zu vier Jahre zur vollen Ausfärbung, bei den kleineren sind zwei Jahre dafür normal. Viele Arten haben unterschiedliche Brut- und Ruhekleider. Arten mit im Brutkleid dunkler Kopffärbung verlieren diese im Ruhekleid und haben dann nur einige dunkle Flecken an den Kopfseiten und im Nacken.

### Stimme
Möwen sind ziemlich lautstarke Vögel, was häufig noch durch ihr geselliges Auftreten verstärkt wird. Ihre Schreie werden oft gereiht ausgestoßen.

## Verbreitung
Möwen sind fast weltweit verbreitet, am artenreichsten in den gemäßigten und kalten Klimazonen beider Erdhalbkugeln. In vielen tropischen Regionen fehlen Brutvorkommen, so im Amazonasbecken in Südamerika, im Kongobecken in Zentralafrika, in Indien, Südostasien und Neuguinea. Einige nördlich brütende Arten kommen allerdings zum Überwintern an die Küsten.

## Lebensraum

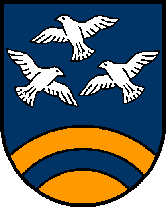
Wappen von Traunkirchen/Oberösterreich

Die meisten Möwenarten leben an den Küsten. Einige Arten, wie die Lachmöwe, brüten auch im Binnenland, vor allem an größeren Gewässern. Nur wenige, wie die Dreizehenmöwe, leben den Großteil des Jahres auf hoher See. Manche Arten, beispielsweise die Silbermöwe, sind zum Kulturfolger geworden und bevölkern besonders im Winter Müllhalden, Klärteiche und fischverwertende Betriebe.

## Lebensweise
Möwen sind ausgezeichnete Segelflieger, insbesondere auch bei starkem Wind. Sie suchen vor allem den Strand nach Nahrung ab und jagen manchmal anderen Vögeln die Beute ab. Wenn sie nach Nahrung tauchen, dann sind nur der Kopf und ein Teil des Körpers unter Wasser.

### Ernährung
Die meisten Möwenarten sind Allesfresser, die je nach Gelegenheit lebende Nahrung oder Abfälle und Aas zu sich nehmen. Es überwiegt aber tierische Nahrung wie Fische, Krebstiere, Weichtiere oder Stachelhäuter, gelegentlich auch kleine Nagetiere. Die großen Arten, wie beispielsweise die Mantelmöwe (Larus marinus), rauben auch Nester aus und erbeuten sogar Vögel bis zur Größe von Enten, wobei ihnen hauptsächlich kranke Tiere zum Opfer fallen. Dagegen halten sich die kleineren Arten, etwa die Lachmöwe, vorzugsweise an Insekten und Würmer.
Unverdauliche Nahrungsbestandteile wie Muschelschalen, Krebspanzer oder Fischgräten werden als Gewölle hochgewürgt und ausgeschieden. So müssen die Vögel nicht das Risiko eingehen, Magen oder Darmtrakt durch spitze Ecken oder Kanten zu verletzen.
Möwen decken ihren Flüssigkeitsbedarf zum Teil, indem sie Meerwasser trinken. Sie sammeln das überflüssige Salz mittels paarig im Bereich der oberen vorderen Schädelfront angelegten Salzdrüsen und scheiden es über die Nasenlöcher wieder aus. Arten, die an extrem salzhaltigen Gewässern vorkommen wie die Kaliforniermöwe, suchen in der Nähe gelegene Süßwasserquellen zum Trinken auf und bevorzugen Nahrung mit einem hohen Wassergehalt. Bei manchen Arten wie der Präriemöwe, die an Binnenseen brütet, sind die Salzdrüsen zurückgebildet und erlangen erst vor der Zugzeit ihre Funktionstüchtigkeit, wenn sich die Vögel in maritime Lebensräume begeben.

### Fortpflanzung und Entwicklung

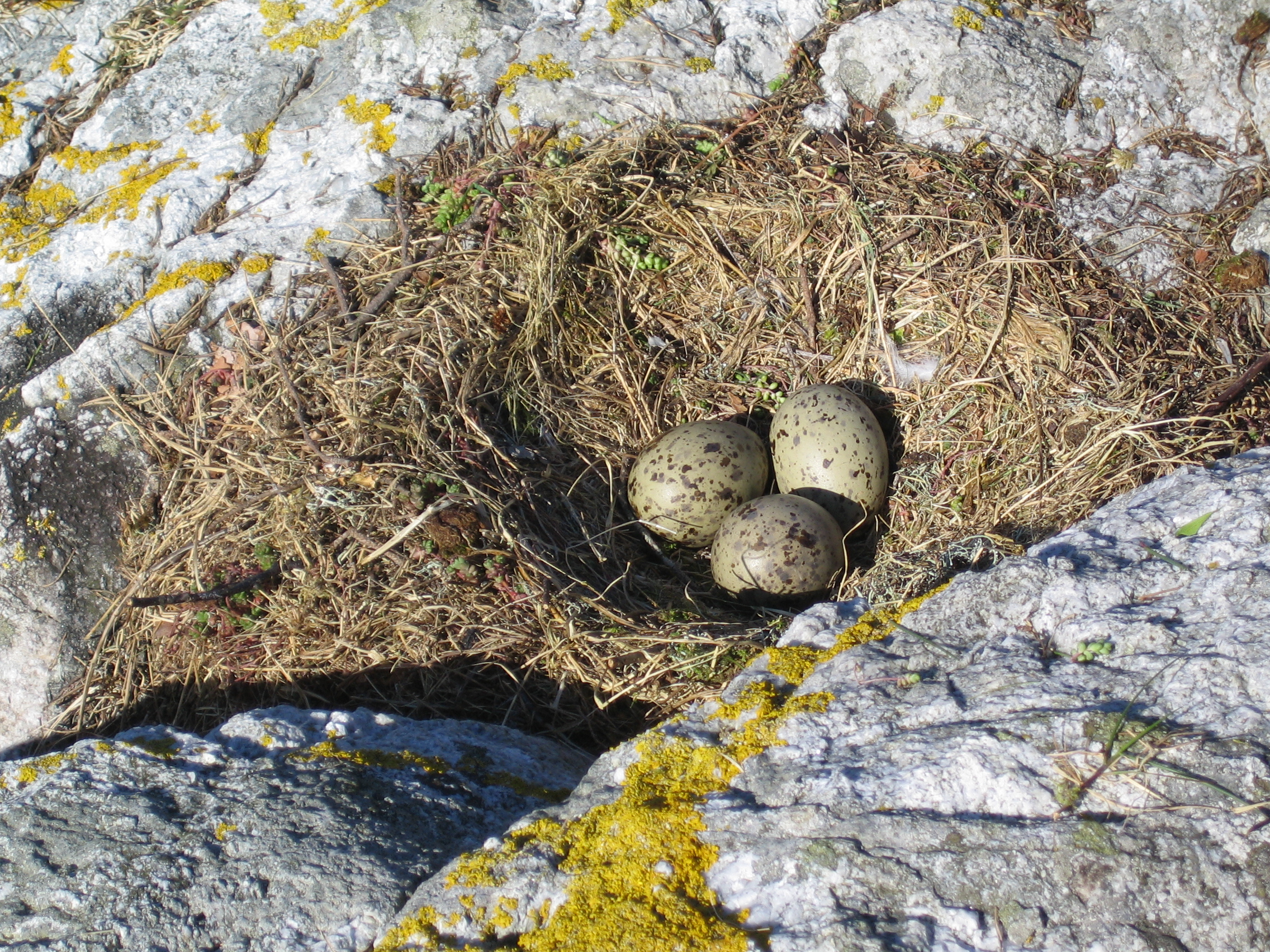
Bodennest einer Möwe, wahrscheinlich Silbermöwe

Die Möwen sind Bodenbrüter. Einige Arten sind auf das Nisten in Felsnischen spezialisiert. Möwen brüten meist in Kolonien. Sie legen in der Regel 2–4 Eier in Nester, die sie aggressiv verteidigen, auch gegen Menschen. Die Eier werden abwechselnd von beiden Eltern 3–5 Wochen lang bebrütet. Die Küken können von Anfang an laufen und schwimmen, bleiben aber als Nesthocker meist im Nest sitzen und werden von beiden Eltern gefüttert. Bis zum Flüggewerden vergehen 3–9 Wochen, wobei das bei kleinen Arten, wie der Zwergmöwe (L. minutus), deutlich kürzer dauert als bei großen, wie der Mantelmöwe.
Möwen können etwa 30 Jahre alt werden.

## Systematik
Bei enger Umgrenzung bzw. nach herkömmlicher Auffassung umfasst die Unterfamilie etwa 55 Arten. Bislang wurden sie in 7 Gattungen eingeteilt, die meisten Arten jedoch in die Gattung Larus gestellt. Neueren Untersuchungen der mitochondrialen DNA zufolge ist dieses Taxon aber paraphyletisch. Nach Empfehlung der Autoren müssten daher entweder alle Arten in die vorgenannte Gattung gestellt werden, oder aber diese in verschiedene andere aufgeteilt werden, sodass sich für die genannten 55 Arten zwischen 10 und 11 Gattungen ergeben.
Die Taxonomie der Verwandtschaftsgruppe um Silber- und Heringsmöwe (Larus fuscus) ist sehr schwierig. Diese Gruppe besteht je nach Auffassung aus 2–8 Arten und weist eine ringförmige Verbreitung um die Nordhalbkugel auf. Räumlich aneinandergrenzende Sippen sind zum Teil nur unvollständig genetisch isoliert, sodass es zwischen ihnen zu einem gewissen Genfluss kommt.

### Gattungen und Arten

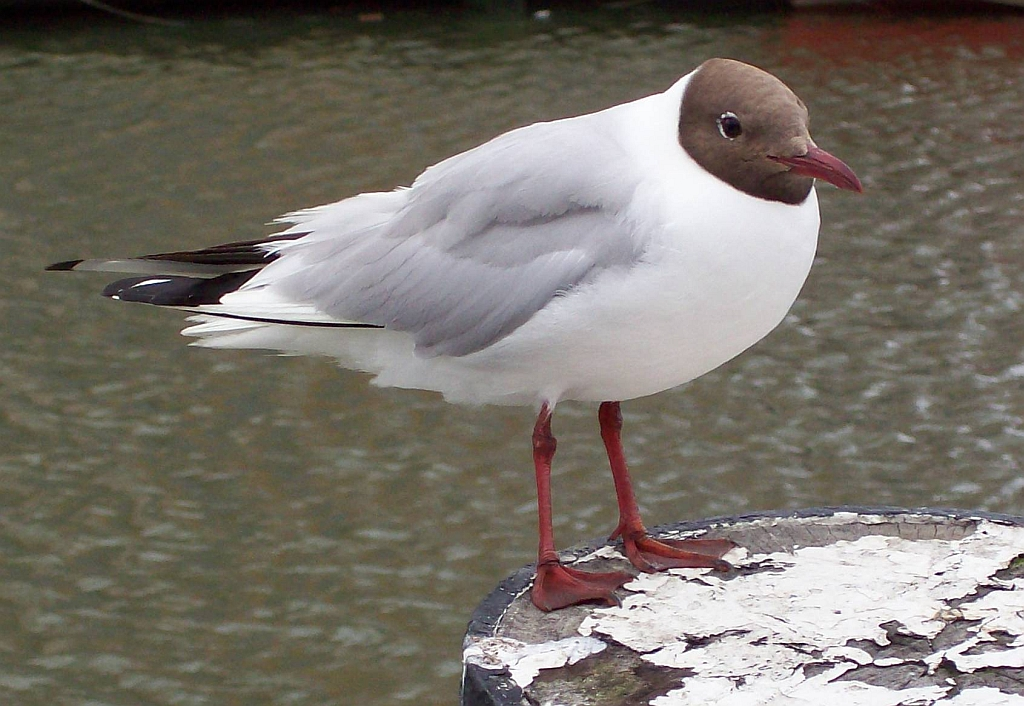
Lachmöwe

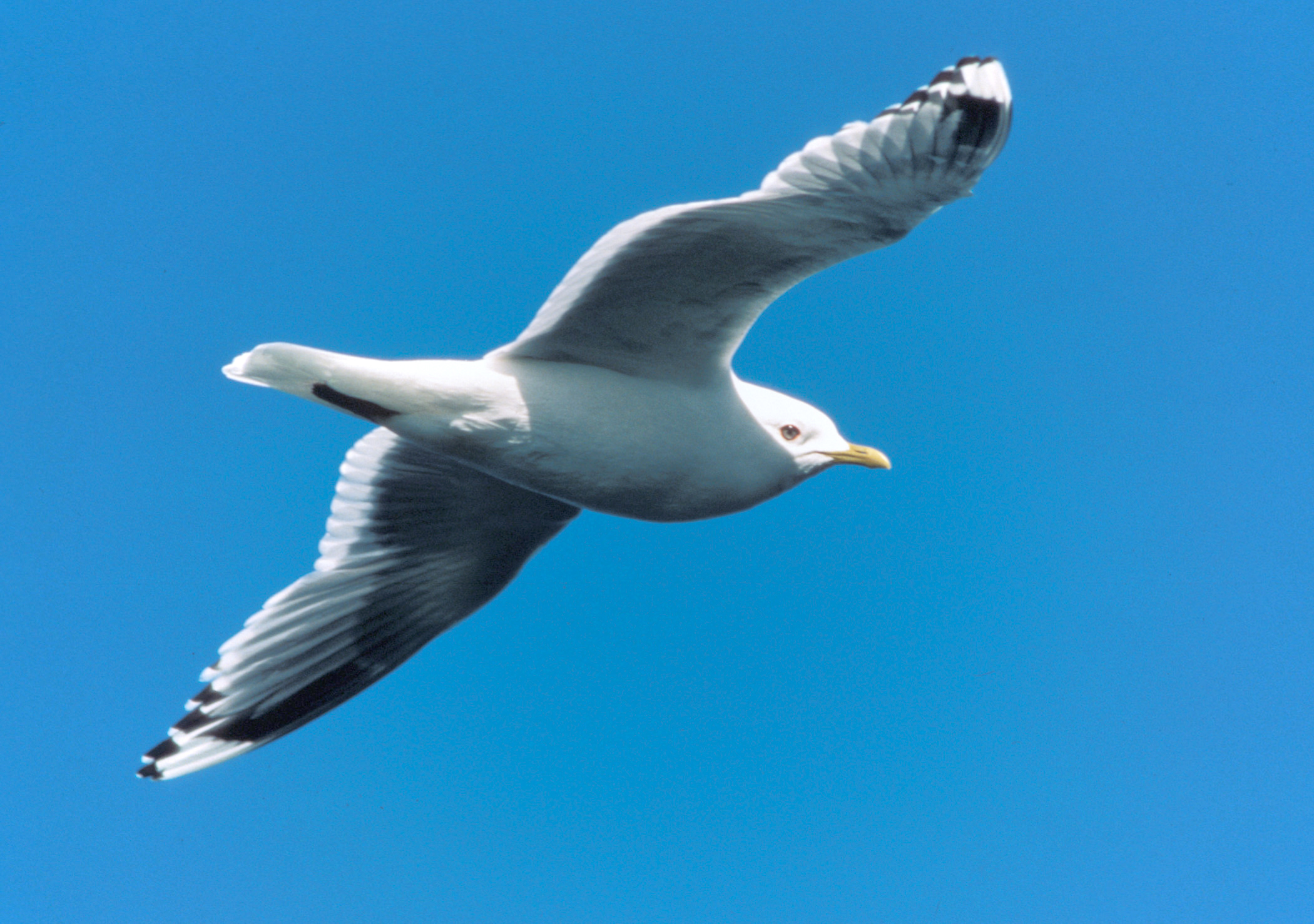
Sturmmöwe

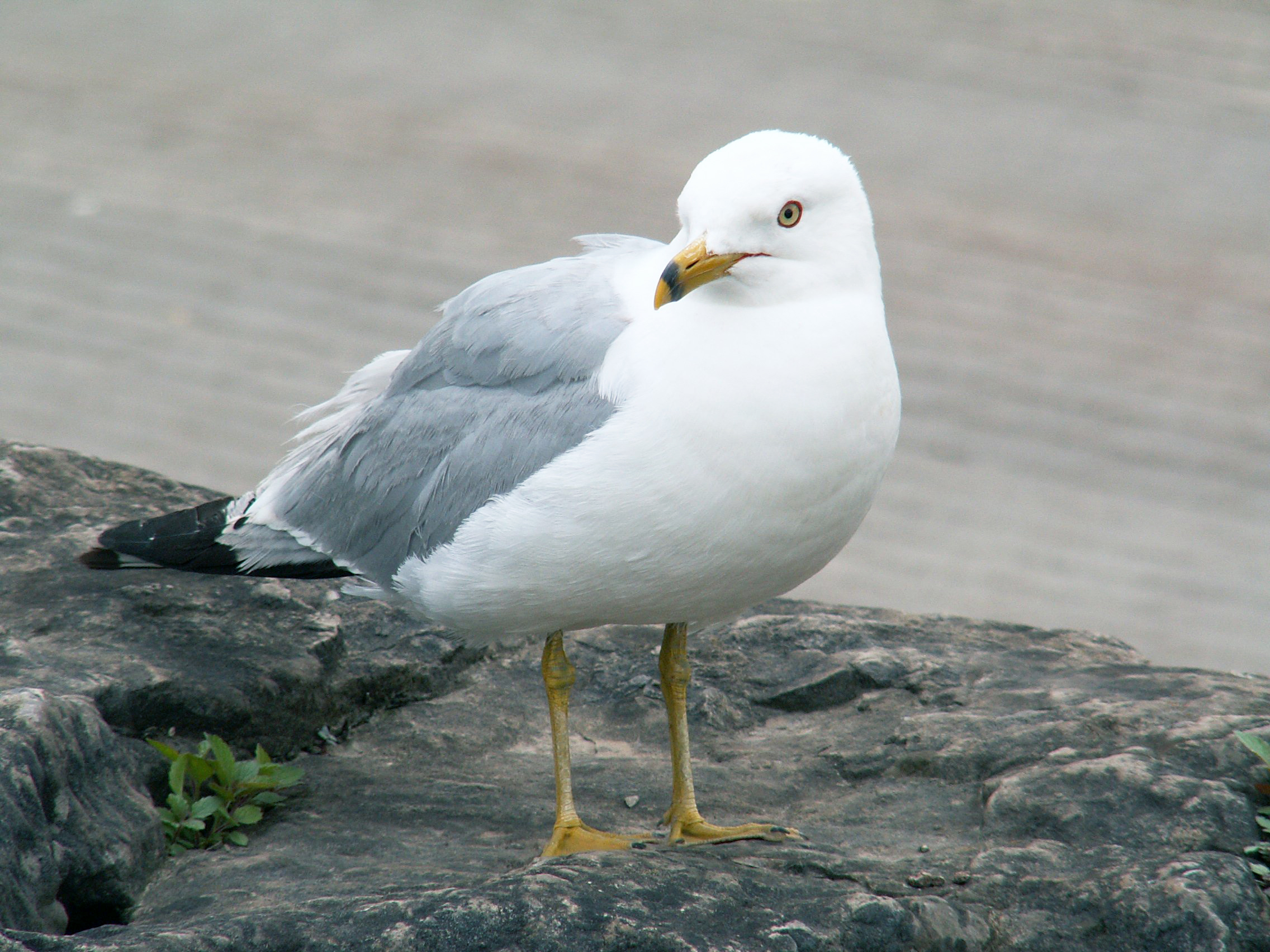
Ringschnabelmöwe

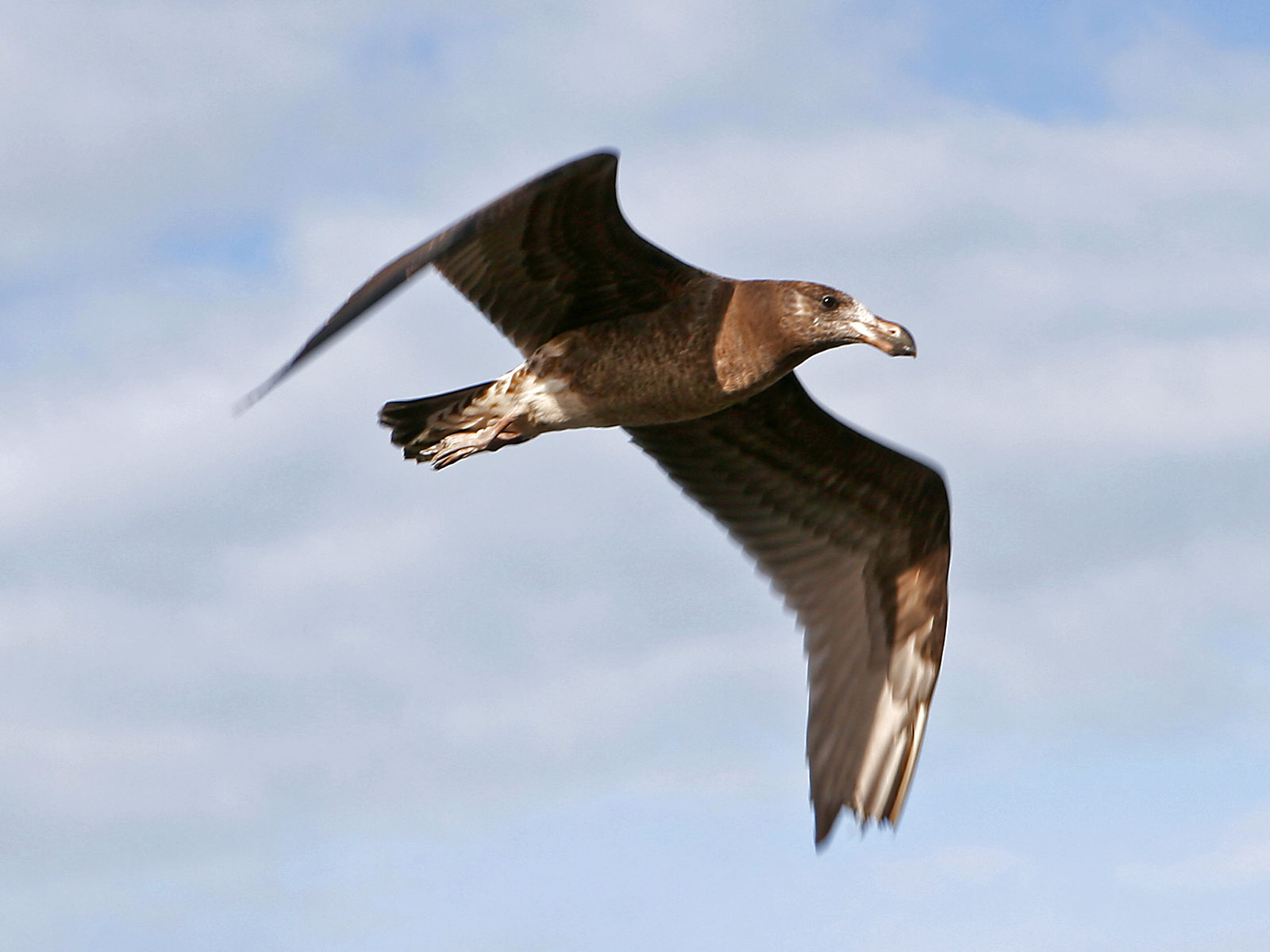
Dickschnabelmöwe, Jungtier

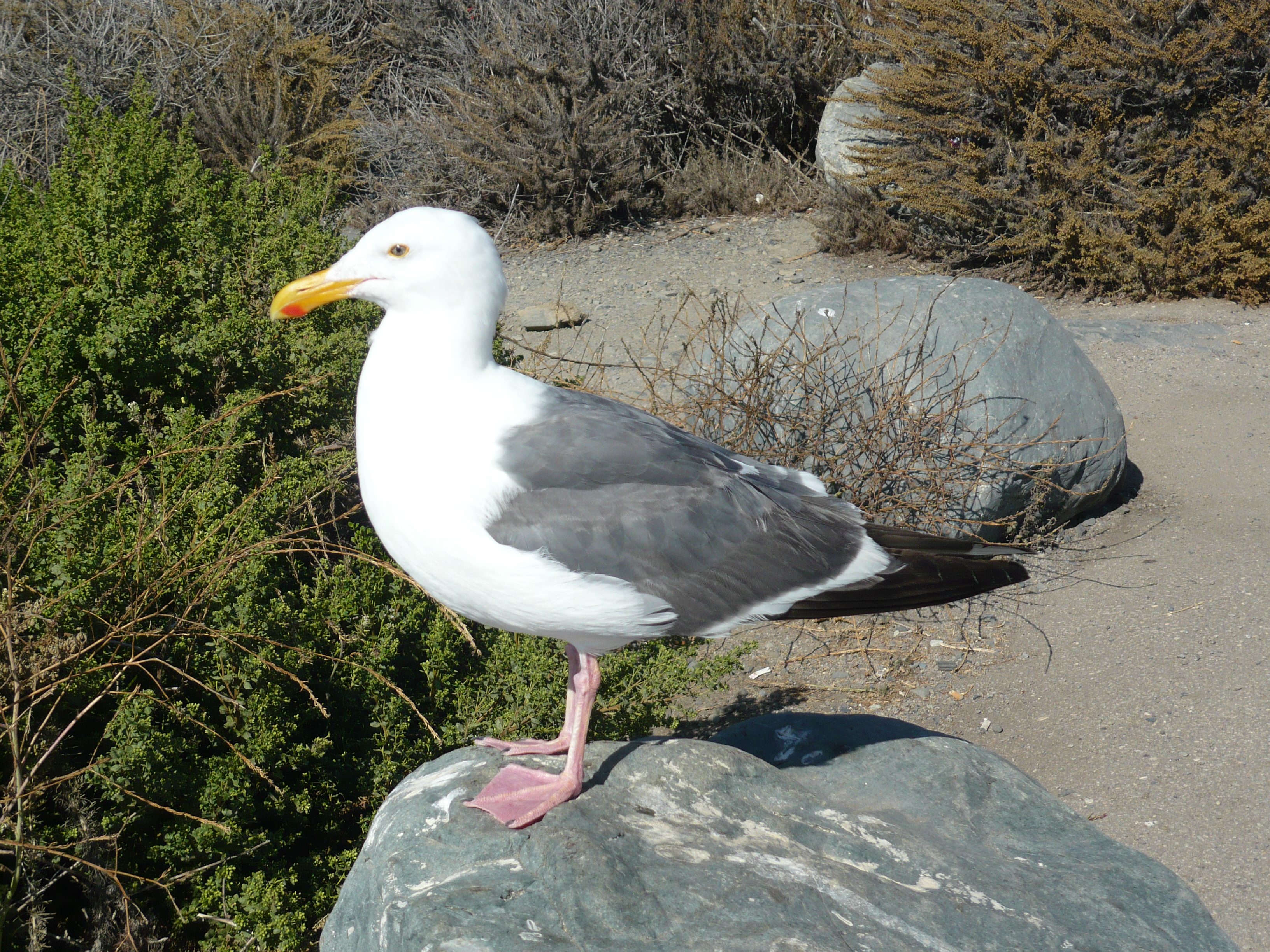
Westmöwe

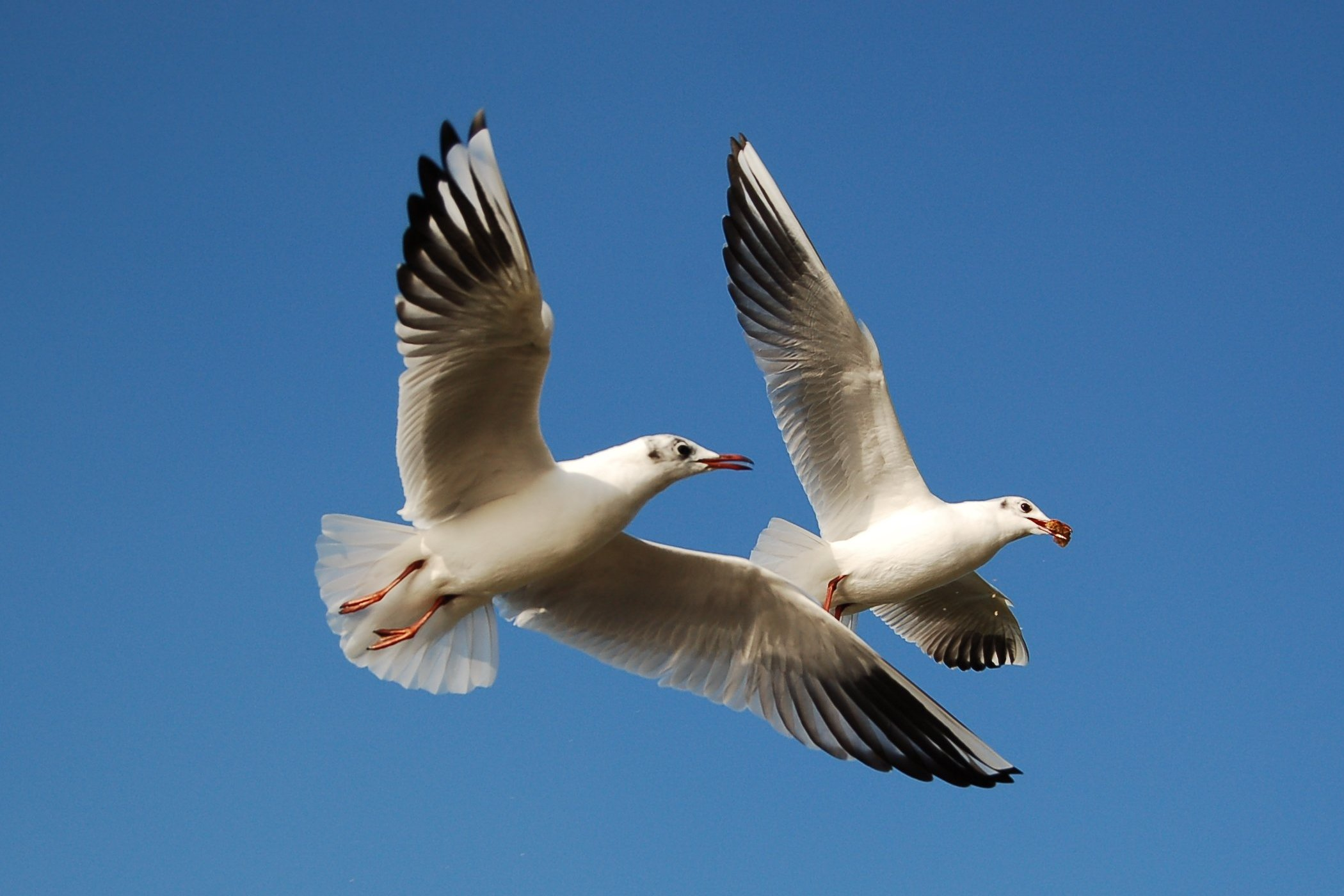
Lachmöwen

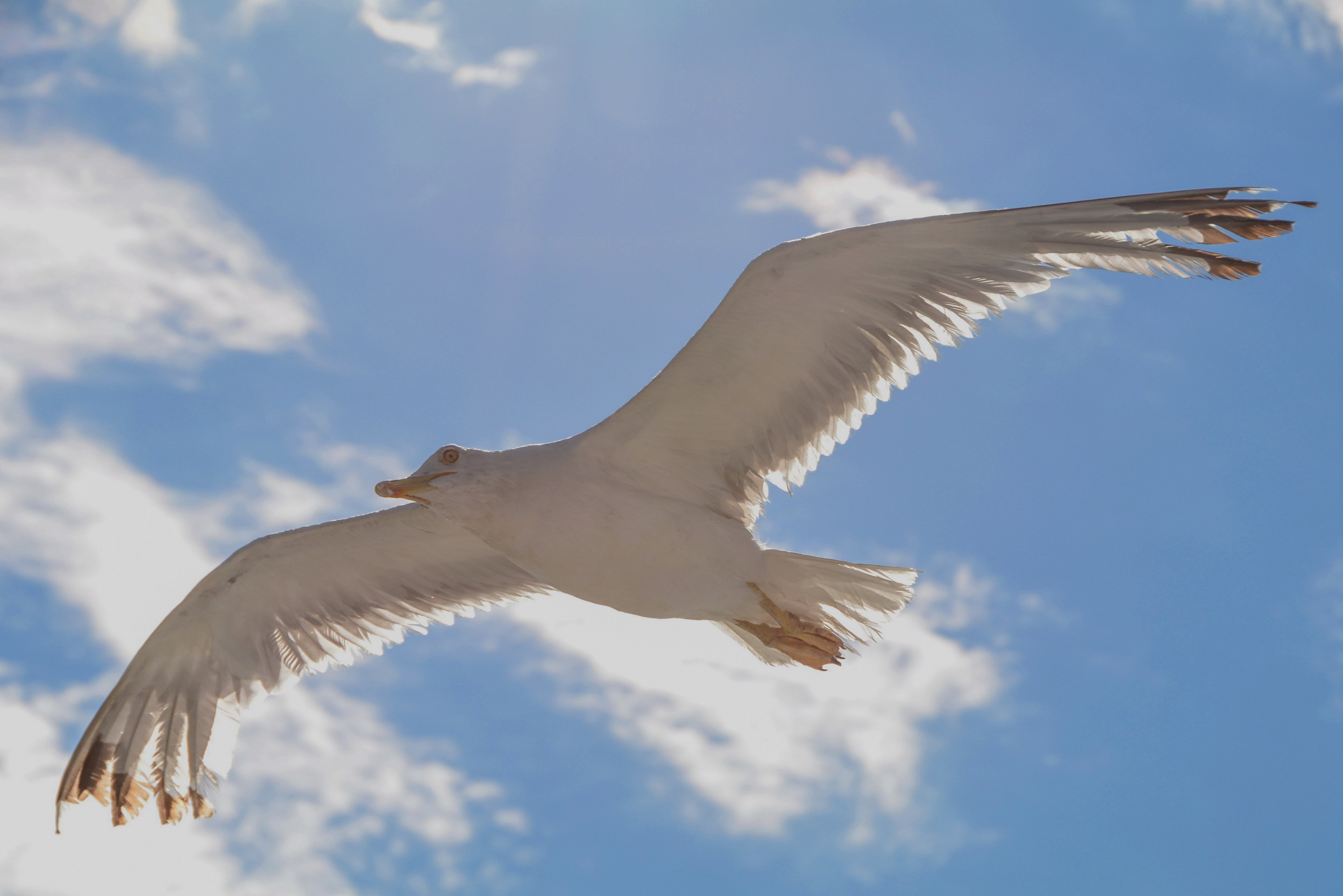
Mittelmeermöwe

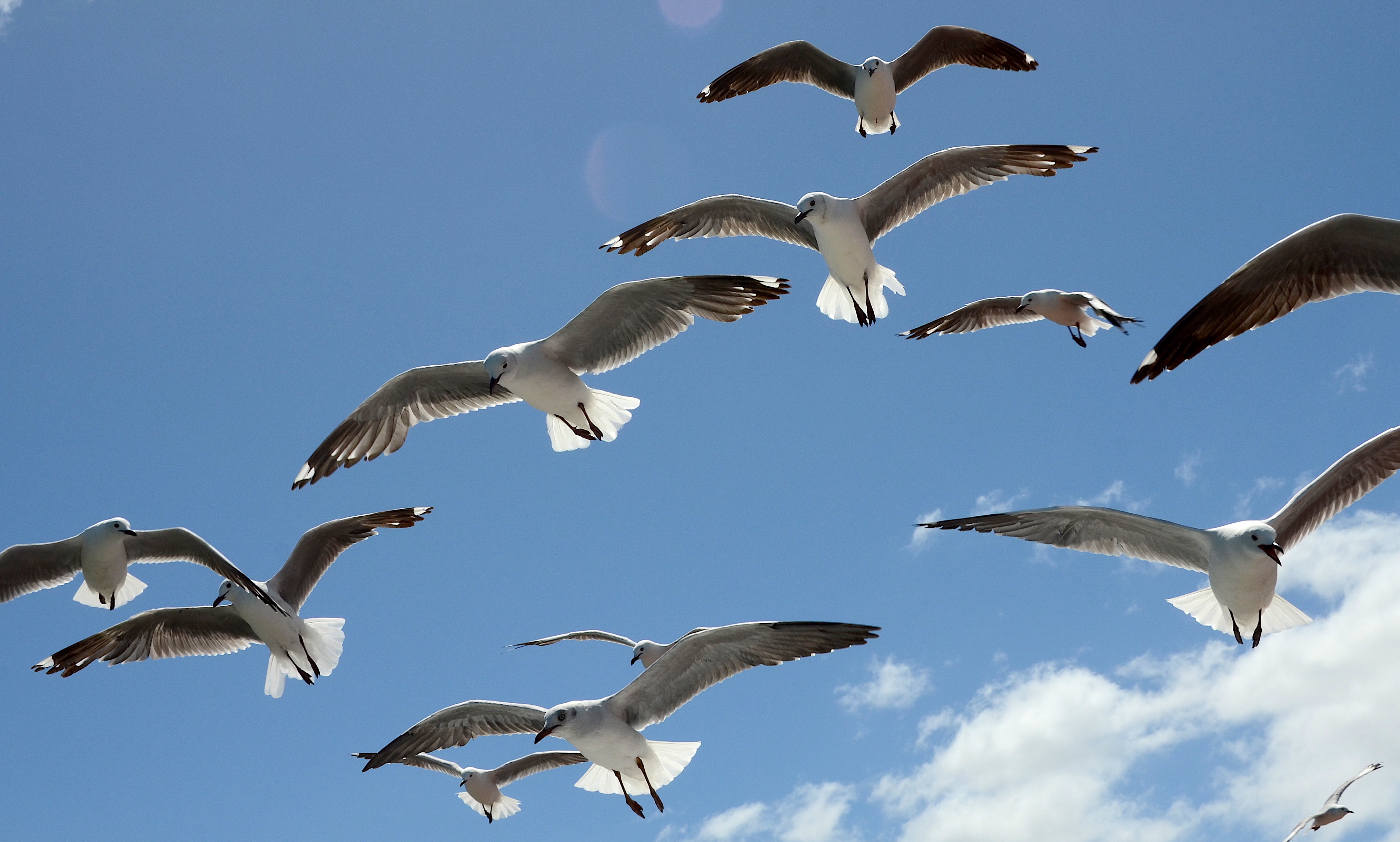
Hartlaubmöwen im Flug

Die folgende Aufzählung folgt der World Bird List des International Ornithological Congress. Diese bezieht Befunde bezüglich der mitochondrialen DNA ein, die 2005 veröffentlicht wurden. Den Empfehlungen der Autoren wurde weitgehend gefolgt.
Gattung Chroicocephalus
- Braunkopfmöwe (Chroicocephalus brunnicephalus)
- Maorimöwe (Chroicocephalus bulleri)
- Graukopfmöwe (Chroicocephalus cirrocephalus)
- Hartlaubmöwe (Chroicocephalus hartlaubii)
- Dünnschnabelmöwe (Chroicocephalus genei)
- Patagonienmöwe (Chroicocephalus maculipennis)
- Bonapartemöwe (Chroicocephalus philadelphia)
- Lachmöwe (Chroicocephalus ridibundus)
- Rotschnabelmöwe (Chroicocephalus scopulinus)
- Andenmöwe (Chroicocephalus serranus)
- Silberkopfmöwe (Chroicocephalus novaehollandiae)

Gattung Creagrus
- Gabelschwanzmöwe (Creagrus furcatus)

Gattung Hydrocoloeus
- Zwergmöwe (Hydrocoloeus minutus)

Gattung Ichthyaetus
- Korallenmöwe (Ichthyaetus audouinii)
- Hemprichmöwe (Ichthyaetus hemprichii)
- Fischmöwe (Ichthyaetus ichthyaetus)
- Weißaugenmöwe (Ichthyaetus leucophthalmus)
- Schwarzkopfmöwe (Ichthyaetus melanocephalus)
- Reliktmöwe (Ichthyaetus relictus)

Gattung Larus
- Silbermöwe (Larus argentatus)
- Armeniermöwe (Larus armenicus)
- Olrogmöwe (Larus atlanticus)
- Simeonsmöwe (Larus belcheri)
- Steppenmöwe (Larus cachinnans)
- Kaliforniermöwe (Larus californicus)
- Sturmmöwe (Larus canus)
- Japanmöwe (Larus crassirostris)
- Ringschnabelmöwe (Larus delawarensis)
- Dominikanermöwe (Larus dominicanus)
- Heringsmöwe (Larus fuscus)
- Beringmöwe (Larus glaucescens)
- Polarmöwe (Larus glaucoides)
- Heermannmöwe (Larus heermanni)
- Eismöwe (Larus hyperboreus)
- Gelbfußmöwe (Larus livens)
- Mantelmöwe (Larus marinus)
- Mittelmeermöwe (Larus michahellis)
- Westmöwe (Larus occidentalis)
- Dickschnabelmöwe (Larus pacificus)
- Kamtschatkamöwe (Larus schistisagus)
- Amerikanische Silbermöwe (Larus smithsonianus)
- Ostsibirienmöwe (Larus vegae)

Gattung Leucophaeus
- Aztekenmöwe (Leucophaeus atricilla)
- Lavamöwe (Leucophaeus fuliginosus)
- Graumöwe (Leucophaeus modestus)
- Präriemöwe (Leucophaeus pipixcan)
- Blutschnabelmöwe (Leucophaeus scoresbii)

Gattung Pagophila
- Elfenbeinmöwe (Pagophila eburnea)

Gattung Rissa
- Klippenmöwe (Rissa brevirostris)
- Dreizehenmöwe (Rissa tridactyla)

Gattung Rhodostethia
- Rosenmöwe (Rhodostethia rosea)

Gattung Saundersilarus
- Saundersmöwe (Saundersilarus saundersi)

Gattung Xema
- Schwalbenmöwe (Xema sabini)

Ursprünglich hatten die Möwen den Rang einer eigenständigen Familie (Laridae) innerhalb der Ordnung der Regenpfeiferartigen (Charadriiformes). Gemäß molekulargenetischen Daten sind die nah verwandten Seeschwalben in ihrer alten Zusammensetzung jedoch kein monophyletisches Taxon, sondern gliedern sich in drei Kladen und bilden zusammen mit den Möwen und Scherenschnäbeln eine größere Klade. Noddiseeschwalben (Anoinae) und Feenseeschwalben (Gyginae) wurden deshalb aus den Seeschwalben ausgegliedert und die drei Gruppen zusammen mit den Möwen und Scherenschnäbeln (Rhynchopinae) alle als Unterfamilien in eine erweiterte Familie Laridae gestellt, sodass die Möwen heute nur den Status einer Unterfamilie haben.

## Sonstiges
In De Panne, Belgien wird seit 2021 eine Europameisterschaft im Möwenkreischen ausgetragen. Menschen imitieren die Stimmen der Vögel, häufig kostümiert.

## Belege
1. ↑  Lexikon der Biologie: Gewölle Spektrum der Wissenschaft, aufgerufen am 29. Dezember 2021.
2. ↑  Ralf Wassmann: Ornithologisches Taschenlexikon. AULA-Verlag, Wiesbaden, 1999. ISBN 3-89104-627-8.
3. ↑  Josep del Hoyo, Andrew Elliott, Jordi Sargatal (Hrsg.): Handbook of the Birds of the World. Band 3: Hoatzin to Auks. Lynx Edicions, Barcelona 1996, ISBN 84-87334-20-2, S. 575 f.
4. ↑  Pons et al. (2005), siehe Literatur
5. ↑  Frank Gill, David Donsker & Pamela Rasmussen (Hrsg.): Noddies, skimmers, gulls, terns, skuas, auks IOC World Bird List Version 14.1
6. ↑  A. J. Baker, S. L. Pereira, T. A. Paton (2007). Phylogenetic relationships and divergence times of Charadriiformes genera: multigene evidence for the Cretaceous origin of at least 14 clades of shorebirds. Biology Letters. 3: 205–209. doi:10.1098/rsbl.2006.0606
7. ↑  David W. Winkler, Shawn M. Billerman, Irby J. Lovette: Bird Families of the World: A Guide to the Spectacular Diversity of Birds. Lynx Edicions (2015), ISBN 978-8494189203. Seite 149–151.
8. ↑  IOC World Bird List: Noddies, gulls, terns, auks
9. ↑  Fünfte Möwenkreisch-EM in Belgien. In: orf.at. 29. April 2025, abgerufen am 29. April 2025.